# Natalia Pujszo
Pour les articles homonymes, voir Pujszo.
Natalia Pujszo, née le 7 décembre 1993 à Paris, est une actrice franco-polonaise.
Elle est la fille de l'acteur, réalisateur et scénariste polonais Mariusz Pujszo.

## Biographie
Natalia Pujszo est née à Paris. Son père est l'acteur, réalisateur et scénariste polonais Mariusz Pujszo,.
Elle fait sa première expérience en tant qu'actrice en 2005 dans le film Legenda réalisé par son père Mariusz Pujszo. En 2011, elle intègre l'AICOM (Ecole de Comédie Musicale à Paris) où elle se forme au chant, à la danse et au théâtre.
Natalia Pujszo commence officiellement sa carrière de comédienne en jouant sur scène dans la comédie musicale, La Belle au bois dormant que veillent les fées dans laquelle elle interprète le rôle de la princesse Aurore. Elle enchaine par la suite différents rôles sur des comédies musicales comme La Fée Sidonie, Kid Manoir, Blanche-Neige, Le Magicien d'Oz, mais aussi dans des pièces de théâtre (Quatre pieds sous terre, Illusions Nocturnes).
En 2021, elle interprète la reine Marie Leszczynska dans la saison 5 de la série La Guerre des trônes, la véritable histoire de l'Europe,.
En 2022, elle joue dans le spectacle de théâtre musical Les Vilaines qui évoque les grandes revues parisiennes et leurs coulisses,.
En 2023, elle incarne Monique Bécaud, la femme de Gilbert Bécaud dans la série télévisée Bardot, ainsi que la guerrière viking Lagertha dans la série de docufiction Vikings, les premiers rois réalisée par Alain Brunard.

## Filmographie
Sauf indication contraire, les informations mentionnées dans cette section peuvent être confirmées par la base de données cinématographiques IMDb,  présente dans la section « Liens externes ».

### Cinéma
- 2026 : Maigret et le mort amoureux de Pascal Bonitzer
- 2022 : Simone, le voyage du siècle d'Olivier Dahan :  La convive à Stuttgart[10]
- 2018 : Le Champo du Quartier latin de Joël Farges : Kamila
- 2006 : Legenda de Mariusz Pujszo : la fillette

### Courts-métrages
- 2021 : Elevée Aux Contes de Fées : La princesse
- 2019 : Ada de Quentin Servet : Julie
- 2020 : Jusqu'où... de  Baptiste Copin : Chair
- 2019 : The Last Scene de Michaël Estarque
- 2019 : Nous sommes de Baptiste Copin : Chair
- 2019 : The Gypsy Women Told My Mother, de Yannick Panarotto : Otis
- 2018 : Face À Face de Jean-Baptiste Gaulier : Sophie
- 2018 : Je suis la dernière scène de Michaël Estarque : Marie
- 2018 : La louve, de Svetlana Trébulle : La louve
- 2018 : Elegy, de Marc Guidoni : The Lady
- 2018 : Naskigo, de Manon Béjuit : Carrie
- 2017 : Canicule, de Leila Lamblin et Charly Destombes : Lou
- 2017 : Souvenirs, de Florent Boitier : Alice
- 2017 : Une maison pour Balthazar, de Christophe Guardelli : La grande sœur
- 2017 : Brut, de Daïkini Escalante : Billy Delorme
- 2016 : Dream Sequences, de Courtney Thérond
- 2016 : Vénus, de Dessil Mekhtigian : Diane/Vénus
- 2016 : Jadwiga, de Franck Victor : Jadwiga
- 2016 : Elle ?, d'Oriane Martin : Margot
- 2016 : Les Illusions, bande annonce pour un roman de Lancelot Mingau : Prune
- 2015 : Princesse Sans Histoire de Arnaud Bayssat : Aurore
- 2015 : Méchante, de Franck Victor : la Femme
- 2015 : Ma déclaration[11] de Franck Victor : Clara
- 2015 : 2030 de Marie-Sandrine Bacoul : Julie
- 2014 : Time de HTB : Kim

### Télévision
- 2023 : Vikings, les premiers rois d'Alain Brunard : Lagertha[10]
- 2023 :  Bardot : Monique Bécaud
- 2021 : La Guerre des trônes, la véritable histoire de l'Europe (Saison 5) : Marie Leszczynska
- 2021 : Un homme d'honneur de Laurent Vachaud : Sophie
- 2018 : Le Champollion du quartier latin, de Joël Farges : Kamila
- 2016 : Parents mode d'emploi (saison 4, Épisode 26) de Christophe C : Tatiana (voisine)
- 2015 : Une chance de trop (épisode 5) de François Velle : Sonia

### Web-séries
- 2017 : Doxa, série digitale réalisé par Alexandre Pierrin et Olivier Marquézy
- 2017 : Les Filles de A à Z, fiction pour la chaine Youtube de Jigmé
- 2017 : Je suis James Bond et La Danse, fictions pour la chaine Youtube
- 2017 : Je suis toujours noir, fiction pour la chaine Youtube
- 2015 : Adopte un geek, fiction pour la chaine Youtube

### Doublage
- 2021 : Super Z de Julien de Volte : Georgette (voix)
- 2015 : Ostatni Klaps : Gerwazy Regula

## Théâtre
- 2022 - 2023 : Les Vilaines[8]
- 2019 : Le Clan des divorcées d'Alil Vardar, à la Comédie Saint-Martin : Mary Bybowl
- 2017 : Illusions nocturnes mis en scène par Juliette Moltes, Auguste Théâtre : Sophia
- 2017 : 4 pieds sous terre mis en scène par Jean-Jacques Burah, Apollo Théâtre : Nadine

### Comédie musicale
- 2021 - 2023 : Merlin, la légende musicale : Azénor[10]
- 2014 : Blanche-Neige, le spectacle musical : Blanche-Neige et Grand nain Dodo
- 2014 : Le Magicien d’Oz : la gentille sorcière
- 2014 : Kid Manoir : Gwendy - Auteur : G. Beaujolais , A. Berda, F. Colas, I. Gordon / Metteur en scène : David Rozen , Compositeur : Fred Colas/ Chorégraphe : Johan Nus
- 2014 : Pinocchio : la fée bleue
- 2014 : Twins, le musical : Marianne. Auteur : Sébastien Brumaud /Metteur en scène : Julien Husser
- 2013 : La Fée Sidonie et le Secret de Noël : Pipolim le lutin, Steffie et la petite fille. Auteur : Marine André - Compositeur : Lionel Losada - Metteurs en scène : Christophe Borie/Pascal Faber
- 2013 : Symphonia et la magie de la nature : la sorcière Epluchara et Pupe la puce / Auteur : Cécile Jabinet - Metteur en scène : Elsa Martel
- 2012 : La Belle au bois dormant, que veillent les fées... : Princesse Aurore. Auteurs : Marine André et Lionel Losada - Metteur en scène : Florian Cléret - Chorégraphe : Johan Nus